# Прокоф'єв Юрій Анатолійович
Юрій Анатолійович Прокоф'єв (20 лютого 1939, місто Муйнак, тепер Каракалпакстан, Узбекистан) — російський і радянський державний діяч, 1-й секретар Московського міського комітету КПРС. Кандидат економічних наук (1982). Член ЦК КПРС у 1990—1991 роках. Член Російського бюро ЦК КПРС з грудня 1989 по липень 1990 року. Член Політбюро ЦК КПРС з 13 липня 1990 по 23 серпня 1991 року.

## Життєпис
Народився в родині інженера-будівельника. Офіційним місцем народження Юрія Прокоф'єва вважається селище (нині місто) Муйнак Каракалпацької АРСР (Узбецька РСР), насправді він народився на острові в Аральському морі, куди його батьки були направлені у відрядження. Влітку 1941 року родина переїхала до Москви. У 1941—1946 роках Юрій Прокоф'єв проживав в евакуації в Уфі, Тавді, Ташкенті, у 1946 році повернувся до Москви.
Трудову діяльність розпочав у 1957 році піонервожатим у московській середній школі № 419.
У 1958—1962 роках навчався в Московському автомеханічному інституті, поєднував навчання з активною громадською роботою, був секретарем комітету комсомолу автомеханічного інституту.
Член КПРС з 1960 року.
Після закінчення інституту перебував на комсомольській роботі. З 1962 року працював інструктором, 2-м секретарем, 1-м секретарем Первомайського районного комітету ВЛКСМ міста Москви. 
У 1965—1968 роках — заступник завідувача, завідувач відділу комсомольських організацій Московського міського комітету ВЛКСМ.
З 1968 року — на партійній роботі: інструктор, заступник завідувача відділу організаційно-партійної роботи Московського міського комітету КПРС.
1972 року закінчив Заочну вищу партійну школу при ЦК КПРС.
У 1977—1978 роках — секретар, у 1978—1983 роках — 2-й секретар, у 1983—1985 роках — 1-й секретар Куйбишевського районного комітету КПРС міста Москви.
У 1982 році захистив кандидатську дисертацію на тему «Інформаційне забезпечення управлінських рішень в автоматизованих системах обробки даних».
У 1985—1986 роках — завідувач організаційного відділу Московського міського комітету КПРС.
11 березня — 5 квітня 1986 року — в.о. секретаря, 5 квітня 1986 — 11 жовтня 1988 року — секретар виконавчого комітету Московської міської ради народних депутатів.
24 вересня — 7 грудня 1988 року — секретар Московського міського комітету КПРС.
7 грудня 1988 — 21 листопада 1989 року — 2-й секретар Московського міського комітету КПРС.
З 21 листопада 1989 по 29 серпня 1991 року — 1-й секретар Московського міського комітету КПРС.
У серпні 1991 року брав активну участь у діяльності ДКНС, хоча й не входив до його складу, за що згодом перебував під слідством.
Після 1991 року створив низку підприємств, що працюють у сфері високих технологій. Їхні розробки використовувалися міністерством оборони, міністерством внутрішніх справ, міністерством закордонних справ Російської Федерації та іншими російськими державними органами.
З лютого 1992 року — віцепрезидент Акціонерного товариства «Інноваційна компанія „Панорама“». З жовтня 1992 року — генеральний директор Акціонерного товариства «ТВ-Інформ».
Був членом Комуністичної партії Російської Федерації. З 2006 року — голова президії Центральної ради Загальноросійської громадської організації «Всеросійський соціалістичний народний рух „ОТЧИЗНА“», з 2012 року перетворений та зареєстрований як політична партія «Отчизна».
Президент Фонду стратегічної культури, член Центральної ради Загальноросійської громадської організації «Російська організація співробітників правоохоронних органів», голова редакційної ради журналу «Плацдарм».

## Нагороди і звання
- орден Трудового Червоного Прапора (1976)
- два ордени «Знак Пошани» (1972,)
- орден Дружби народів (1985)
- орден Честі (Буркіна-Фасо) (1990)
- Державна премія Російської Федерації в галузі науки і техніки (2000) — за впровадження нових технологій передачі інформації по телевізійних каналах, не заважаючи зображенню
- медалі